# Lonsana Doumbouya
Lonsana Doumbouya (Nizza, 26 settembre 1990) è un calciatore francese naturalizzato guineano, attaccante del Port.